# Ямалетдінов Шагій Ямалетдінович
Шагій Ямалетдінович Ямалетдінов (башк. Ямалетдинов Шаһый Ямалетдин улы; 7 [20] квітня 1914 — 28 травня 1968) — учасник Другої світової війни, командир гармати танка 41-ї гвардійської танкової бригади 7-го механізованого корпусу 2-го Українського фронту, Герой Радянського Союзу, гвардії старшина.

## Біографія
Народився 7 (20) квітня 1914 року в селі Шигаєво (нині Бєлорєцький район, Башкортостан) у селянській родині. Башкир. Член ВКП(б)/КПРС з 1943 року. Закінчив 7 класів, а в 1934 році — учительські курси при Бєлорєцькому районному відділі народної освіти.
В 1936-1938 роках служив у Червоній армії. У 1939-1940 роках працював секретарем, головою Шигаєвської сільської ради.
У Червону армію призваний Бєлорєцьким райвійськкоматом Башкирської АРСР у жовтні 1941 року. На фронті з жовтня 1942 року. Воював на Південно-Західному та 2-му Українському фронтах.
Командир гармати танка 41-ї гвардійської танкової бригади (7-й механізований корпус, 2-й Український фронт) гвардії старшина Ямалетдінов Ш. Я. здійснив подвиг при звільненні Чехословаччини.
18 квітня 1945 року його танк під час рейду на місто Брно, перебуваючи в головному дозорі, знищив 2 танки і 3 протитанкові гармати противника. Коли загинув командир танка, Я. Ш. Ямалетдінов взяв командування на себе. В районі населеного пункту Веселки танкісти підбили ще 3 ворожі броньовані машини. Своїм рішучим, сміливим і зухвалим кроком в цьому бою Ш. Я. Ямалетдінов забезпечив виконання завдання, поставленого командуванням батальйону.
Указом Президії Верховної Ради СРСР від 15 травня 1946 року за зразкове виконання бойових завдань командування і проявлені при цьому геройство і мужність гвардії старшині Ямалетдінову Шагію Ямалетдіновичу присвоєно звання Героя Радянського Союзу з врученням ордена Леніна і медалі «Золота Зірка» (№ 4764).
По завершенні розгрому гітлерівської Німеччини брав участь у бойових діях Червоної Армії проти мілітаристської Японії.
Після війни демобілізувався. Жив і працював учителем у рідному селі, де й помер 28 травня 1968 року. Похований у селі Шигаєво Бєлорєцького району Башкортостану.

## Нагороди
- Медаль «Золота Зірка» Героя Радянського Союзу (15.05.1946);
- орден Леніна (15.05.1946);
- Медаль «За бойові заслуги» (04.09.1945);
- медалі.

## Пам'ять
- У селі Шигаєво ім'ям Героя названа вулиця.

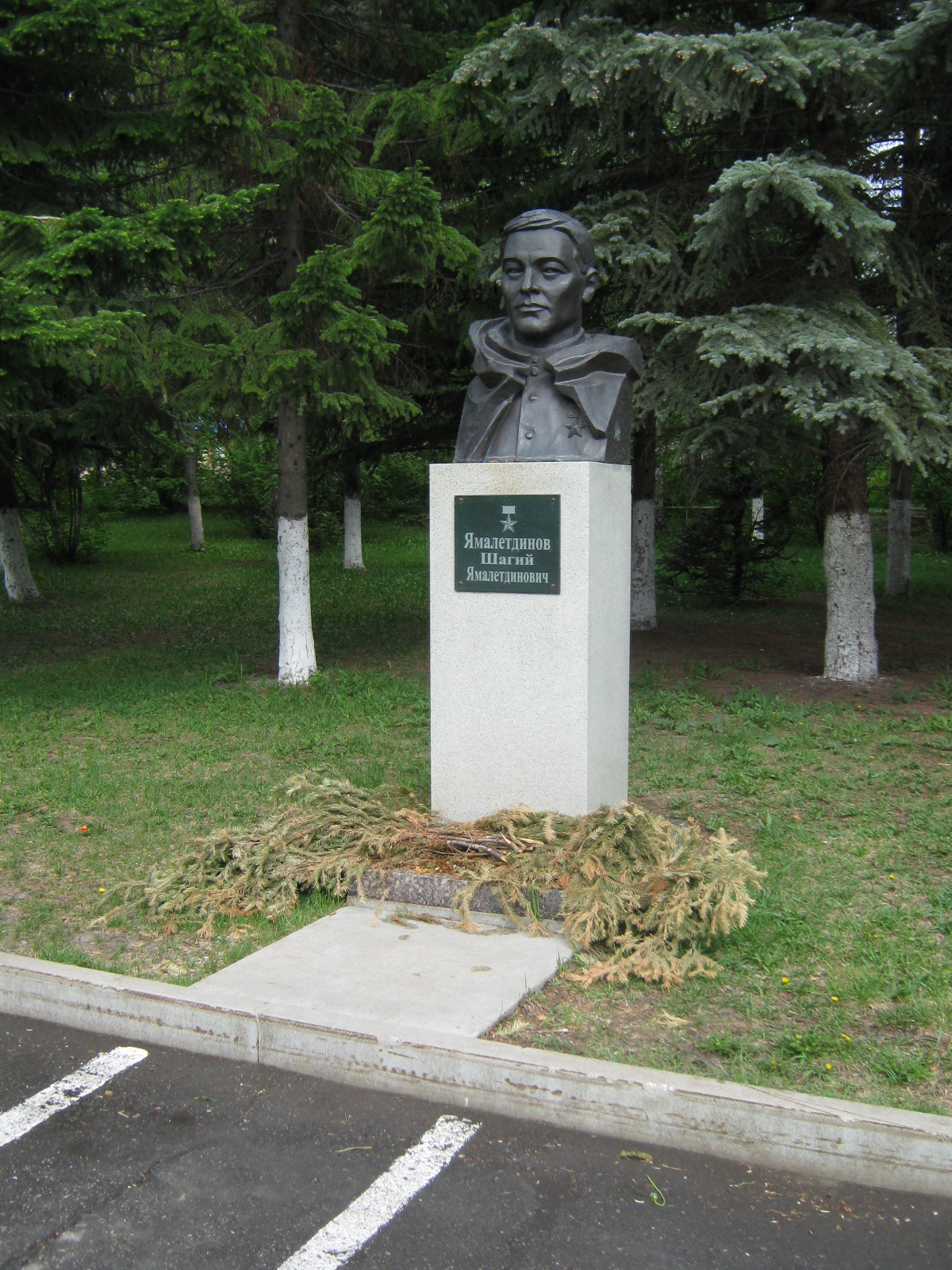
Бюст Ямалетдінова в Бєлорєцьку

- У місті Бєлорєцьку встановлено його бюст.
- Проводяться спортивні заходи пам'яті Героя[1].